# Refrontolo
Refrontolo (Refróntol in veneto) è un comune italiano di 1 692 abitanti della provincia di Treviso in Veneto.

## Geografia fisica
Il paese di Refrontolo è posto in un belvedere collinare di fronte al Quartier del Piave e al Montello e in posizione centrale rispetto alle colline del Prosecco di Conegliano-Valdobbiadene. 
La zona è famosa per la produzione del vino Marzemino, in seguito a decreto ministeriale del 30/11/2011  fu denominato Refrontolo Passito D.O.C.G. (un'isola nel mezzo del Prosecco Docg)

## Storia

### Le origini
Il toponimo, anticamente scritto Ronco Frontulo sembra essere composto dai termini latini roncum "terreno disboscato, dissodato" e frontulum da avvicinare a "fronda", quindi riferito a un bosco; il significato dunque sarebbe quello di "luogo abitato tra i boschi". Solo nel 1540 verrà riportata per la prima volta la denominazione corrente.
La zona di Refrontolo fu prima controllata dai Longobardi e, dal X secolo, fu dominio dei vescovi di Belluno. La prima citazione è però del 1075: nel documento detto Traditio Avasia si ricorda che Turingio, di origini longobarde, lasciava al monastero dei Santi Candido e Corbiniano di San Candido diverse proprietà, tra cui il beneficio della chiesa di Ronco Frontulo e quattro poderi situati presso lo stesso villaggio.

### Il Medioevo
Il 2 gennaio 1266, dopo un'assemblea, gli abitanti di Refrontolo decisero di darsi al comune di Treviso, contro gli interessi dei Caminesi e del vescovo di Belluno. Anche sotto la Serenissima il territorio fu amministrato dai Collalto, nobili feudatari che risiedevano presso l'omonimo castello.

### Da Napoleone ai giorni nostri
Dal 1797 seguì le sorti del Veneto e passò da Napoleone all'Austria per poi divenire parte del Regno d'Italia.
Fu comune autonomo fino al 1928; in quell'anno Refrontolo , che all'epoca comprendeva anche la frazione Barbisano, fu aggregato al comune di Pieve di Soligo, nel 1946 tornerà comune autonomo, ma senza la frazione Barbisano.
Il 2 agosto 2014, durante la cosiddetta "Festa degli uomini", al Molinetto della Croda morirono quattro persone a causa dell'esondazione del torrente Lierza.

### Simboli
Lo stemma e il gonfalone del comune di Refrontolo sono stati concessi con decreto del presidente della Repubblica del 25 agosto 1953.
La fascia azzurra simboleggia i torrenti che attraversano il territorio comunale, il Lierza e il Crevada, l'albero ricorda boschi e frutteti e la base verde la campagna fertile e produttiva. Il gonfalone è costituito da un drappo partito di bianco e d'azzurro.

## Monumenti e luoghi d'interesse

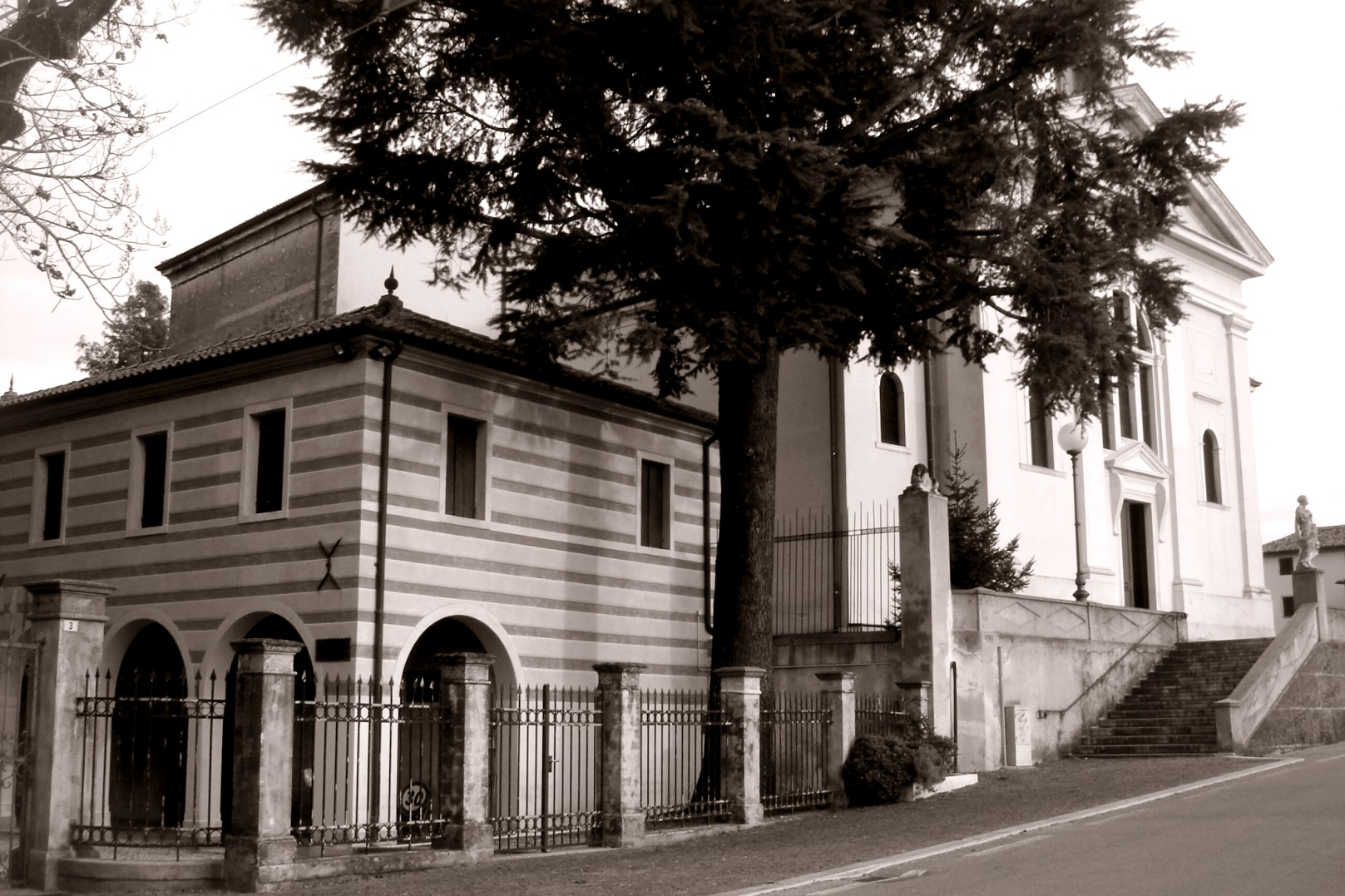
La chiesa parrocchiale

### Chiesa parrocchiale
Della chiesa di Santa Margherita si hanno notizie sin dall'XI secolo, quando era cappella dipendente dalla pieve di San Pietro di Feletto. Fu ricostruita nella seconda metà del XV secolo e qualche decennio dopo divenne parrocchiale. Fu rifatta nel XX secolo. Conserva una pala della scuola di Paris Bordone.

### Ville venete
Di seguito è riportato un elenco delle ville venete di Refrontolo:
- Villa Spada Battaglia Peretti[10] (XVII secolo)
- Villa Capretta Uberti Orlandi Colles-Lorenzon[11] (XVI secolo)
- Villa Ticozzi Aliprandi Meneghetti Pasinetti Ciardi, Maccari[12] (XVII-XVIII secolo)

### Molinetto della Croda

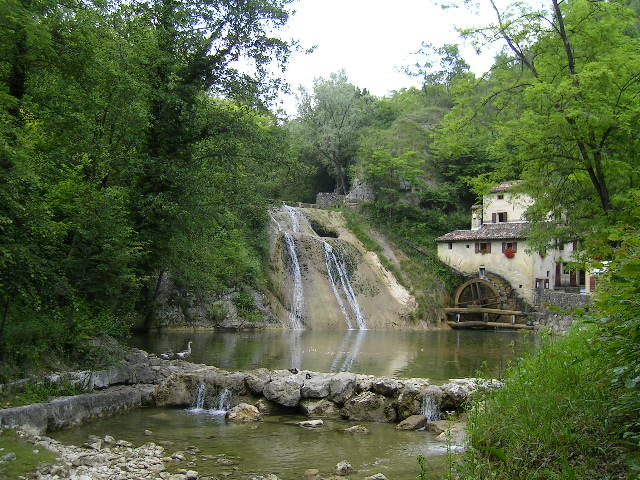
Il rilassante paesaggio che circonda il Molinetto

Il Molinetto della Croda è un antico mulino che sfrutta le acque del torrente Lierza, principale affluente del Soligo, ai piedi di un salto d'acqua di 12 metri. Si trova 2 km a nord di Refrontolo.
All'interno del mulino si possono visitare l'impianto con la caratteristica macina e i vari piani dell'abitazione che accoglieva un tempo le famiglie che si sono susseguite alla gestione. Ora è diventato una sorta di casa-museo ove si susseguono ogni mese esibizioni di arti figurative di ogni tipo; è meta di turisti e luogo che ha ispirato artisti (numerosi i quadri che lo ritraggono) e poeti; compare in una scena del film del 1977 Mogliamante (con Mastroianni e Antonelli).
Il Molinetto della Croda risale circa al XVI secolo. La prima costruzione è stata ovviamente il mulino, a seguire venne costruito un alloggio per la famiglia, ed infine una stalla ed un granaio.

## Società

### Evoluzione demografica
Abitanti censiti

### Etnie e minoranze straniere
Al 31 dicembre 2023 gli stranieri residenti nel comune erano 71, ovvero il 4,2% della popolazione. La comunità straniera più numerosa è quella proveniente dalla Romania con il 29,6% di tutti gli stranieri presenti sul territorio, seguita dal Marocco..

## Amministrazione

### Altre informazioni amministrative
Refrontolo divenne comune sotto Napoleone il 22 dicembre 1807. Tra il 1810 e il 1819 fu temporaneamente accorpato a San Pietro di Feletto, per poi tornare autonomo aggiungendo le frazioni di Barbisano e di Collalto. Quest'ultima, nel 1889, fu staccata per venire aggregata al comune di Susegana (Censimento 1881: pop. res. 726). Nel 1928 il comune è nuovamente soppresso per divenire frazione di Pieve di Soligo. Nel 1946 fu ricostituito, perdendo però Barbisano.